# Dethard II. von Rosdorf
Dethard II. von Rosdorf (nobilis vir Thethardus de Rostorp) zu Hardegsen (* um 1268 auf Burg Hardegsen; † 1327 ebenda) war gemeinsam mit seinen Brüdern Conrad und Ludwig von Rosdorf Dominus (Burgherr/-graf) zu Harste, Hardegsen, Moringen und Rosdorf (bis 1319), Herr zu Esebeck, Gladebeck und Heslendal, Advokat von Fredelsloh und Bannerherr.

## Familie
Dethard gehörte dem Familienverbund der Edelherren von Rosdorf an, die sich ab 1135 nach ihrem Stamm- und Dienstsitz, der Grafschaft Rosdorf bei Göttingen, benannten. Sein Vater, Ludwig II. von Rosdorf, hatte gemeinsam mit seinem Bruder Dethard I. zwischen 1252 und 1266 in zähen Verhandlungen mit dem Bistum Paderborn dafür gesorgt, dass die beiden Burggrafschaften Hardegsen und Moringen durch Kauf, Tausch und Pfandauslösungen an die Rosdorfer übergingen. Seit 1266 residierte die ursprünglich auf Burg Rosdorf beheimatete Familie auf Burg Hardegsen. Dethards Mutter ist unbekannt. Seine Stiefmutter war Gis(e)la von Adensen, in zweiter Ehe mit seinem Vater Ludwig verheiratet und Mutter von Dethards Halbbrüdern. Dethards jüngere Halbbrüder waren Conrad und Ludwig von Rosdorf zu Hardegsen. Seine gleichaltrigen Schwestern waren Jutta II. und Walpurgis II. von Rosdorf. Jutta heiratete Graf Otto III. von Lutterberg; Walpurgis Graf Johann I. von Wunstorf und Roden. Dethards älterer Bruder Ludwig war Archidiakon zu Warburg und Domherr zu Paderborn. Dethard von Rosdorf war, wie sein Vater, zwei Mal verheiratet. Seine erste Ehefrau war Luitgard von Dorstadt aus der Familie der Schladen; seine zweite Ehefrau war Christine von Steinberg.

## Leben
Erstmals ist Dethard von Rosdorf 1286 in einer Urkunde des Klosters Helmershausen überliefert, in der die Brüder Wolf von Gudenberg auf ihr Recht am Zehnten zu Haversvörde verzichteten. Dies taten sie auf ausdrücklichen Rat ihrer mütterlichen Onkel (avunculorum), der Herren Conrad von Rosdorf und Ludwig II. von Rosdorf. Unter den Zeugen „Thetardus filius Ludovici de Rostorp“, also Dethard als Sohn Ludwig II. von Rosdorf.
Am 25. August 1288 war Dethard in Uslar Zeuge der bedeutenden Verpfändung von Burg Gieselwerder an Graf Otto von Eberstein durch die Herzöge Albrecht und Wilhelm von Braunschweig.
1294 musste er, gemeinsam mit seinen beiden Brüdern, ohnmächtig zusehen, wie die Göttinger Bürgerwehr, autorisiert durch Herzog Albrecht, das uralte Allod der Familie, die Burg Harste, gewaltsam einnahm und zerstörte.
Ende des gleichen Jahres oder zu Beginn 1295 ließen sich Conrad, Dethard und Ludwig von Rosdorf vom Bischof von Paderborn, Graf Otto von Rietberg, bestätigen, dass ihr Vater Ludwig und ihr Onkel Dethard I. von Rosdorf Burg, Ort und Grafschaft Moringen ordnungsgemäß zurück erworben hatten. Der ehemalige Pagus Moringen war 1013 über ihren Vorfahr Unwan an Paderborn gekommen, wie der Familienbesitz zu Rosdorf über ihren Vorfahr Wirin (Warin).
Am 25. Juli 1296 besiegelte Dethard von Rosdorf einen Vertrag zwischen Heinrich Struz und dem Kloster Fredelsloh, dem dieser die Hälfte des Zehnten in Edemissen verkaufte. Struz heiratete eine Cousine Dethards aus der Rosdorfer Linie zu Gladebeck, weshalb er sich später, wie seine Nachkommen, Struz von Gladebeck nannte.
Am 10. Juli 1297 entsagte Luchardis (Luitgard), Ehefrau des Edlen Tethard (Dethard von Rosdorf), Tochter des Edlen Walther (Woltheri) von Dorstadt ihren Rechten am Dorf Weferlingen (Wevelinge) zu Gunsten Burchards, Erzbischof von Magdeburg. Auch in einer Hildesheimer Urkunde vom 24. Februar 1298 erteilt Luitgard als Ehefrau Dethards ihre Zustimmung (uxoris domini Dithard de Rosdorpe), als ihre Brüder, die Edelherren Friedrich und Walter von Dorstadt, dem Maria-Magdalenen-Kloster 19 Morgen Land aus Familienbesitz in Ottbergen schenkten.
1299 fungierte Dethard von Rosdorf als Zeuge in Helmstedt in einer Urkunde der Braunschweiger Herzöge.
Im Mai 1301 schenkten die Brüder Dethard, Conrad und Ludwig von Rosdorf dem Kloster Mariengarten einen Hof und eine halbe Hufe in Dramfeld, beides bisher von der Rosdorfer Kirche St. Johannis genutzt.
Am 15. Mai 1302 übertrugen die Edelleute Dethard, Konrad und Ludwig von Rostorf Besitz in Moringen und Holtensen auf das Kloster Amelungsborn. Dethard und Ludwig siegelten, Konrad verfügte noch über kein eigenes Siegel.
Am 8. Mai 1303 war Dethard von Rosdorf Zeuge in Heiligenstadt, als Conrad von Schöneberg mit Burg und Grafschaft Schöneberg und Burg Trendelburg durch Erzbischof Gerhard von Mainz belehnt wurde. Am 4. Mai 1303 bestätigte Graf Otto von Rietberg, Bischof von Paderborn, auf besondere Bitte seines Verwandten, des Edelherrn Dethard von Rosdorf (nobilis vir), und seiner Brüder Ludwig und Conrad, dass sie dem Kloster Amelungsborn 3 Hufen in Holtensen geschenkt haben, die ursprünglich Paderborn gehörten, und sie das Bistum dafür mit einer Curie und drei Hufen in Moringen entschädigt haben.
Als die Brüder Hildebrand und Bernhard von Hardenberg – Schwäger von Friedrich von Rosdorf – und ihre Cousins die Brüder Johann und Burkhard von Salder am 24. Und 27. Januar 1304 den Rosdorfer Zehnten an Kloster Walkenried verkauften, bedurften sie dazu ausdrücklich der Erlaubnis und Zustimmung der Edelherren Friedrich von Rosdorf zu Hardenberg und Dethard von Rosdorf zu Hardegsen.
Am 29. Juni 1305 verkauften die Brüder Friedrich und Walter Edelherren von Dorstadt zwei Höfe und zwei Hufen in Hallendorf an das Michaeliskloster Hildesheim. Neben anderen Verwandten stimmte Luitgardis von Rosdorf, als Walters Tochter und Dethards Ehefrau, dem Verkauf zu. Außerdem bedurfte sie der Erlaubnis ihres Mannes, der dazu sein Siegel an die Urkunde hängte. Obwohl beschädigt, ist es bis heute erhalten.
Am 26. März 1308 erklärte sich Dethard von Rosdorf (Dhethardus de Rostorph) gegenüber dem Kloster Helmarshausen bereit, dessen Untertanen im Bereich des gesamten Leinegaus unter seinen Schutz zu nehmen. Diese Urkunde beweist, dass es sich bei ihm um einen Bannerherren handelte, der über die nötige Anzahl eigener Vasallen (Ritter) verfügte, um diese als Truppe unter eigenem Banner aufzustellen, auszurüsten und zu unterhalten. Seine Halbbrüder Conrad und Ludwig führten zur selben Zeit gemeinsam mit ihren Verwandten, den Edelherren bzw. Grafen von Hohenbüchen-Rössing, Krieg gegen den Bischof von Hildesheim und den mit diesem verbündeten Herzog von Braunschweig. Die Edelherren von Rosdorf waren folglich in der Lage, zeitgleich zwei eigene Heere, sprich Banner, zu unterhalten, was auf erhebliche Ressourcen deutet, über die sie verfügten. Ein kleines Banner bestand aus zehn Rittern, neben dem Bannerherrn; das große Banner umfasste 100 Ritter und wurden in der Regel durch Grafen oder Herzöge angeführt.
Die Ritter Bertold von Adelebsen (Adlevessen), Dethard von Rosdorf (Rostorp), Hildebrand von Hardenberg, Heidenreich genannt Struz von Gladebeck (Gladebeke) und Knappe Detmar von Adelebsen verzichteten im Jahr 1308 für den Todesfall des Edlen Friedrich von Rosdorf zu Gunsten Landgraf Heinrichs und seiner Erben auf ihre Burg Bischofshausen (Bischhausen). Ebenfalls 1308 fungierten Dethard von Rosdorf und seine Brüder Conrad und Ludwig als Garanten und Treuhänder für ihren Schwager, Graf Otto von Lutterberg (unse leve Swager), Ehemann ihrer Schwester Jutta, als Graf Otto den Grafen von Grafschaft Werningerode Urfehde schwört und seine Schwager aus dem Haus Rosdorf als Garanten für seine guten Absichten benennt.
Betrachtet man die Urkunden des Jahres 1308 im Zusammenhang, wird deutlich, welch hohes Ansehen, aber auch über welche Macht – finanziell wie militärisch – Dethard von Rosdorf zu Hardegsen und seine jüngeren Brüder Conrad und Ludwig zu Beginn des 14. Jahrhunderts verfügten. Zeitgleich Frieden im gesamten ehemaligen Leinegau zu gewähren und notfalls militärisch durchsetzen zu können, sowie für die verschwägerten Grafen am Harz als Friedens-Garant aufzutreten, setzt einige Militärmacht im Hintergrund voraus, zumal Dethards jüngere Brüder zeitgleich im Krieg mit den Landesfürsten von Braunschweig-Lüneburg und dem Bistum Hildesheim standen – zwei nicht völlig ungefährliche Gegner. Wenn sich Dethard von Rosdorf daher stark genug fühlte, notfalls, so sein Schwager den Friedensvertrag brechen sollte, einen Zwei-Fronten-Krieg an der Leine wie im Harz führen zu können, sagt das Einiges über seine damalige militärische Stärke und seine Position innerhalb Sachsens Adel aus.
Als sein Lehensnehmer, der Freie Herr Heinrich Scade, 4 Mansen in Rosdorf an Kloster Walkenried verkauft, bedarf er dafür nicht nur der Zustimmung seines Lehnsherrn Dethard von Rosdorf, sondern auch von dessen Ehefrau und Kindern. Der Vorgang wurde vor Dethards eigenem Gericht vor Burg Hardegsen verhandelt und gesiegelt. Anschließend fand eine feierliche Bestätigung auf Burg Bramburg statt, die der damalige Burggraf der Burg, Dethards Cousin, Heinrich von Bovenden, vornahm. Heinrich von Bovenden fügte dem Verkauf nochmals die gleiche Menge an eigenem Land bei. Deshalb bedurfte er der Zustimmung seiner beiden Cousins, der Ritter und Edelherren „Dethardo de Hardegessen“ und „Friderico de Rostorp“. Dass Dethard von Rosdorf selbst als Burggraf von und zu Hardegsen auftrat, war bisher nicht urkundlich nachweisbar. Diese Urkunde beweist es.
Am 4. Oktober 1308 schloss der Erzbischof von Mainz mit den Brüdern Heinrich und Lippold von Hanstein einen Vertrag über Burg Hanstein. Als Zeugen des Erzbischofs fungierten Friedrich und Dethard von Rostorf, sowie ihre Cousins Hildebrand und Johann von Hardenberg.
1311 wurde Burg Hohenbüchen durch das vereinte Heer von Bischof Heinrich von Hildesheim und Herzog Otto von Lüneburg sowie Edelherr Bodo von Homburg zerstört. Auf Lippold von Hohenbüchen-Rössings Seite standen außer der Stadt Hannover nur der Ritter Ludwig von Engelbostel, sowie die Edelherren Conrad und Ludwig von Rosdorf mit ihrem Banner an Rittern. Als Neffen Gertrud von Adensen, Lippolds zweiter Ehefrau, fühlten sie sich zur Hilfe verpflichtet, während ihr älterer Halbbruder, Edelherr Dethard von Rosdorf, sich aus dem Krieg heraus hielt. Vermutlich war Dethard der bessere Stratege, der die Erfolgsaussichten besser einschätzen konnte.
Am 4. Januar 1319 erlangte die Stadt Göttingen von Herzog Otto von Braunschweig für 300 Mark „löthigen Silbers“ das Zugeständnis, die Burg der Herren zu Rosdorf zu zerstören. Obwohl der Herzog den Göttinger Bürgern und ihrem Heer erlaubt hatte, die Burg der Herren von Rosdorf in Rosdorf zu zerstören, verhielt sich Dethard von Rosdorf wie ein Mönch. Statt die Stadt Göttingen seinerseits zu überfallen und Rache zu üben oder den Herzog auf Schadensersatz zu verklagen, verhielt er sich ruhig, als wäre nichts geschehen. Das konterkariert auf sinnfällige Weise die überlieferte Göttinger Propaganda, die als Begründung für die Zerstörung behauptet, die Rosdorfer hätten die Göttinger ständig überfallen.
Als Herzog Otto am 29. April 1319, also keine drei Monate nachdem ihre Burg Rosdorf in Schutt und Asche gelegt worden war, in Northeim der Stadt ihre Privilegien bestätigte, gehörten die Brüder Dethard und Conrad von Rosdorf (fratres dicti de Rostorp milites) gemeinsam mit ihrem Cousin, Burggraf der Bramburg, Heinrich von Bovenden, zu den Spitzenzeugen des Herzogs. Ebenso am 18. Mai 1319 waren „dominus Dhethardus et dominus Conradus fratres de Rostorp milites“ gemeinsam mit ihren Verwandten „Heidenricus dictus Struz de Gladebeke“ und „dominus Henricus de Boventen“ Hauptzeugen, als die Stadt Braunschweig dem Herzog Treue schwor.
1321 schenkten Dethard von Rosdorf, seine Brüder und sein Sohn Bernhard dem Kloster Wiebrechtshausen ein Drittel ihrer Güter in Luttringhausen, ein Drittel aller Häuser des Dorfes und einen Kothof.
Als am 4. März 1323 die Brüder Engelbert und Gerhard von Hardenberg gegenüber Kloster Amelungsborn auf diverse Besitzansprüche verzichteten, erteilten ihre Zustimmung und bezeugten „Hermanno de Plesse et Dethardo de Rostorp nobilibus et nos nobiles“ den Vertrag. Ebenfalls 1323 schlossen einige Mitglieder der Familie der Grafen von Wunstorf sowie die mit ihnen verschwägerten Brüder Dethard, Conrad und Ludwig von Rostorf einen gegenseitigen Kaufvertrag. Zeugen waren Graf Ludolf von Wunstorf, Graf Burchard von Wölpe sowie Burggraf Heinrich von Stromberg.
1324 war der mächtige Palast, den Conrad, Dethard und Ludwig von Rosdorf ab 1319 hatten bauen lassen, das heutige Muthaus auf Burg Hardegsen, fertig. In einem der Fensterstürze ist folgende Widmung angebracht: „Na God lö Bord dusend und trey hundert in den ver un twintigesten jo düt Hus gebuwet von twen Riddrn Hern Cunrade ud Hern Lotewigen von Rostorp“. Weil bisher angenommen wurde, diese Inschrift sei bereits 1324 angebracht worden, gingen Historiker davon aus, Dethard von Rosdorf, der nicht erwähnt wird, sei bereits verstorben. Dass dem nicht so war, beweisen nachfolgende Urkunden, die belegen, dass die Inschrift erst 1328 angebracht wurde.
Im Dezember 1326 verstarb Jutta II. von Rosdorf, Gräfin von Lutterberg. Bereits am 7. Januar 1327 schenkte Graf Otto von Lutterberg als Witwer dem Kloster Walkenried zwei Teile des Zehnten in Edingerode, damit seiner Frau Jutta zum Andenken ein Altar errichtet werde. Das war kurz nachdem seine Frau Ende 1326 verstorben war. Graf Otto war Pfandinhaber der Hälfte des Ortes Gieboldehausen.
Im Oktober 1327 verstarb Dethard II. von Rosdorf, wie eine Urkunde für Kloster Fredelsloh beweist, die bei Scheidt abgedruckt ist. Dethards Cousin, der Ritter Johann von Gladebeck, übernahm als nachrückender Bürge seinen Platz gegenüber dem Kloster Fredelsloh aus einem Bürgschaftsvertrag von 1324.
Für Verwirrung sorgte eine Urkunde des Klosters Lamspringe, überliefert im UB Hildesheim, in der Hermann von Roden, also Hermannus de Novali, ein Cousin Dethards aus dem Hause von Hardenberg, der, weil er zu Großenrode (= Novali) ansässig war, sich zeitlebens de Novali nannte, im Jahr 1332, also fünf Jahre nach Dethards Tod, beim Verkauf einer Hufe zu Holtensen das Siegel des Verstorbenen (offenbar in Ermangelung eines Eigenen) nutzte.
Eine Bestätigung, dass Dethard von Rosdorf tatsächlich bereits 1327 verstorben war, enthält die Urkunde Burkhards von Steinberg, seines noch lebenden Schwagers, mit der dieser 1335 einen Altar im Kloster Lamspringe stiftete. Dazu benötigte er die Zustimmung seiner Schwester, Christine von Steinberg, Dethards Witwe „Christine, vidue Thethardi de Rostorpe“, sowie von Kunigunde von Steinberg, Ehefrau Bodos von Adelebsen. Wieder bediente sich Christine von Steinberg des Siegels ihres verstorbenen Mannes.
Anders als sein Onkel, der Edelherr Friedrich von Rosdorf, beschränkte sich Dethard II. von Rosdorf auf das Bewahren des durch Vater und Onkel erheblich vergrößerten Besitzes seiner Familie. Mit dem Bau des Muthauses zu Hardegsen errichtete er sich, gleich seinen beiden Halbbrüdern Conrad und Ludwig, ein ewiges, noch heute zu bewunderndes steinernes Denkmal.